# Селевк (син на Битис)
Вижте пояснителната страница за други личности с името Селевк.
Селевк (на старогръцки: Σέλευκος, Seleukos, † ок. 130 пр.н.е.), син на Битис, е управител на Кипър и наварх при династията Птолемеи в Древен Египет.
Селевк има гражданство на градовете Александрия и Родос. През 157/156 пр.н.е. той е почетен от Делфи за неговите дипломатически съдействия в полза на града при фараон Птолемей VI. През 145 пр.н.е. новият фараон Птолемей VIII назначава Селевк за управител (strategos) на Кипър. Службата му е свързана ex officio и с върховния жречески пост на острова. В негова чест жреците на Афродита от Пафос му освещават статуя. Офицерите от киликийските части от гарнизона на острова му подаряват втора статуя.  От 141/140 пр.н.е. Селевк има ранг на главнокомандващ на (наварх) на птолемейската флота.  Той е управител и висш жрец до 130 пр.н.е. Умира възрастен. Наследен е от Крокос.
Селевк е женен за Артемо I, дъщеря на Теодор, която през 177/176 пр.н.е. е доказана в Александрия като жрица-канефора на обожествената Арсиноя II.  Те имат един син и две дъщери:
- Теодор, който става също управител на Кипър.[5]
- Олимпия I, 107/106 пр.н.е. жреца на „обичащата баща си богиня“/Арсиноя III [6]
- Артемо II, 141–115 пр.н.е. жреца на „обичащата баща си богиня“/Арсиноя III и 142–131 пор.н.е. жреца на „помагащата богиня“/Клеопатра III. [7]